# Phorticella fenestrata
Phorticella fenestrata är en tvåvingeart som beskrevs av Oswald Duda 1923. Phorticella fenestrata ingår i släktet Phorticella och familjen daggflugor.
Artens utbredningsområde är Taiwan. Inga underarter finns listade i Catalogue of Life.